# Hasán I de Marruecos
Hassan I (en árabe: الحسن الأول, Fez, c. 1836-Tadla, 7 de junio de 1894) fue sultán de Marruecos desde 1873 a 1894.

## Biografía

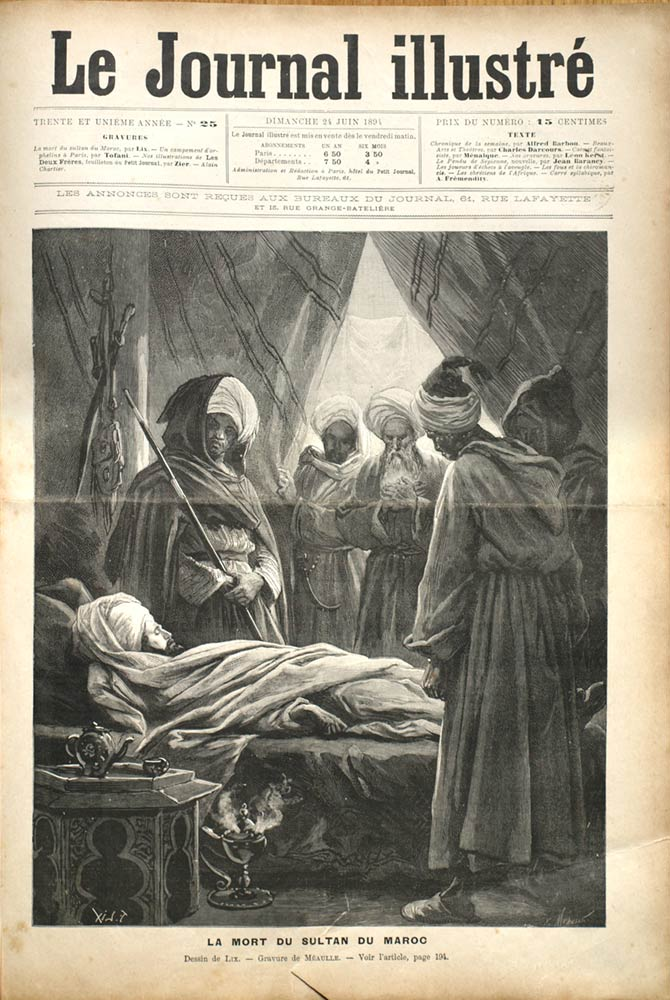
Muerte de Hassan I en 1894

Miembro de la dinastía alauí, procuró preservar la integridad territorial del país y su independencia en una coyuntura histórica caracterizada por la intervención europea en todo el continente africano. Para ello introdujo, con poco éxito, reformas en la Administración y en el Ejército, y sometió a las tribus bereberes pacificando el territorio que dominaban.
En el terreno diplomático intentó un acercamiento con las potencias europeas a las que tomó como modelo para intentar el desarrollo del país. En este terreno participó en la Conferencia Internacional de Madrid de 1880, que habría de fijar las bases sobre las que, en 1912, se establecería el protectorado marroquí.
Los tres sultanes siguientes que ocuparon el trono eran hijos suyos, aunque el que le sucedió fue el menor de los tres, Abd al-Aziz quien a pesar de ser menor de edad era su favorito.